# Monument a la Sardana (l'Hospitalet de Llobregat)
El Monument a la Sardana és una escultura pública de l'Hospitalet de Llobregat (Barcelonès) inclosa a l'Inventari del Patrimoni Arquitectònic de Catalunya.

## Descripció

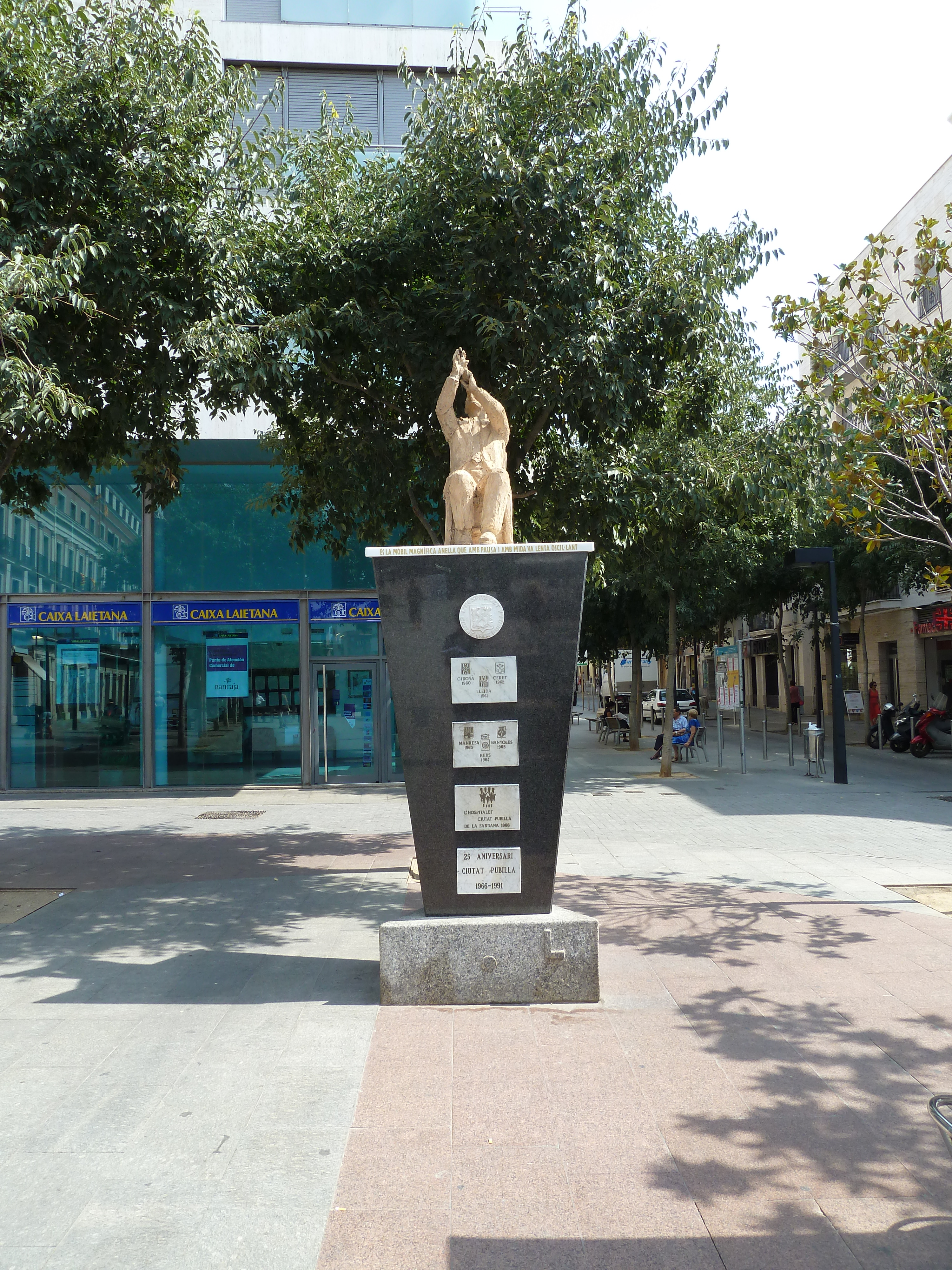
Vista de conjunt (2012)

Sobre una peanya tronco-piramidal feta de conglomerat de formigó i petits palets de riu s'aixeca una escultura de fang d'un metre d'alçada que representa un músic de cobla tocant, assegut en una cadira d'estil Thonet, un dels instruments més característics de la sardana: el tible. L'escultura no té policromia i és de fang cuit sense vidrat.

## Història
Va ser col·locat l'any 1966 amb motiu de l'elecció de la ciutat de l'Hospitalet com a Pubilla de la sardana. Era la setena ciutat d'un cicle que havia començat l'any 1960.